# Giuseppe Marullo

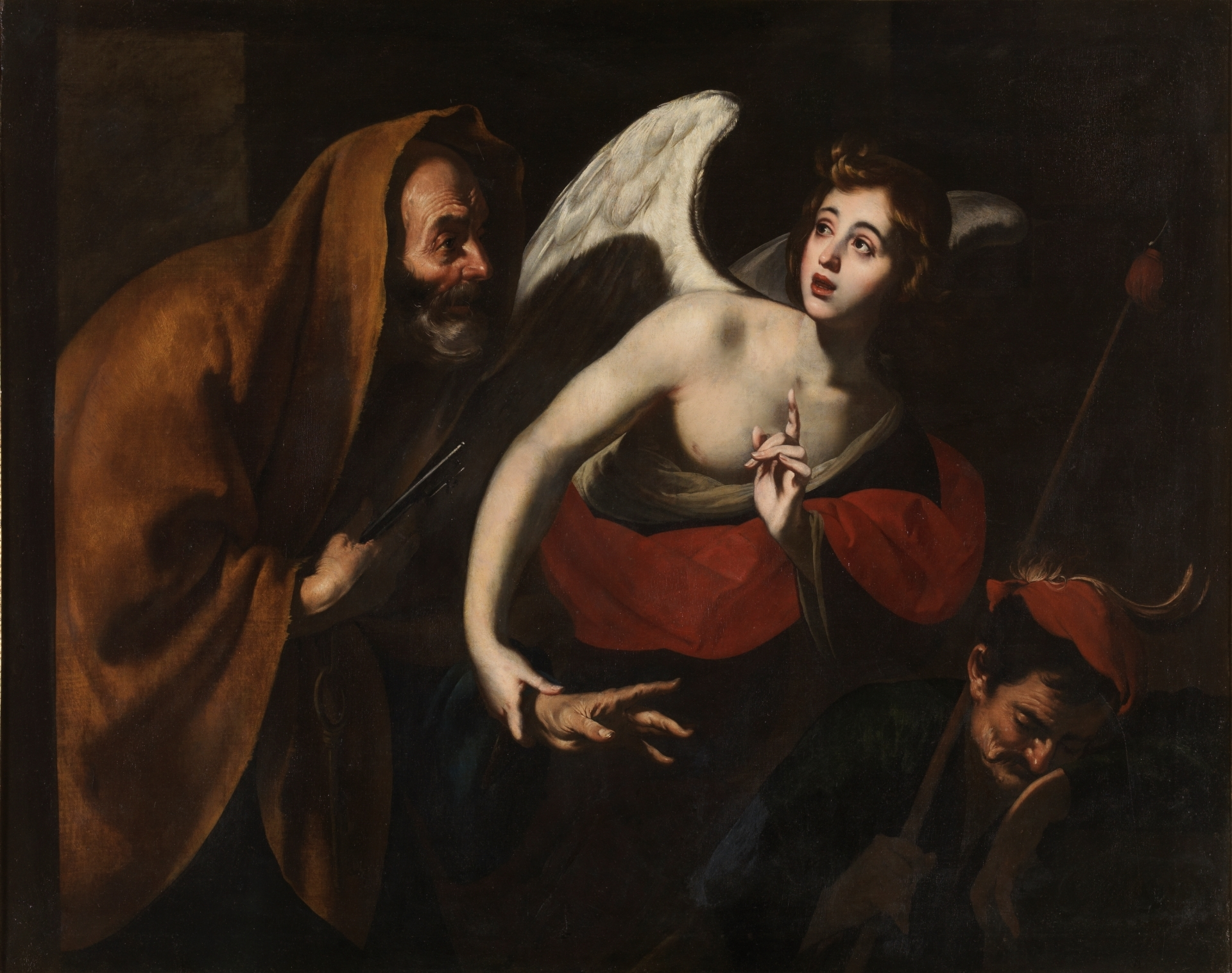
Giuseppe Marullo, San Pietro liberato dagli angeli, Museo del Prado.

Giuseppe Marullo (Orta di Atella, 1610? – Napoli, 1685) è stato un pittore italiano.

## Biografia
Il pittore Giuseppe Marullo, allievo dello Stanzione ed esponente del barocco, risulta attivo soprattutto a Napoli.

### Opere
In chiese napoletane si trovano: la pala d'altare della cappella De Sanctis-Benincasa, nella chiesa di Santa Maria la Nova; una Annunciazione, nella chiesa di San Paolo Maggiore.
Una Pesca miracolosa è conservata al Museo provinciale campano di Capua; la Vergine col Bambino e le sante Maria Egiziaca a Maria Maddalena, 1631, è nella chiesa delle Pentite, a Castrovillari; il Cristo con la samaritana, 1650, è al Museo Sinebrychoff (Helsinki); San Pietro liberato dagli angeli è al Prado.
La Galleria dell'Accademia di belle arti di Napoli possiede due opere di Giuseppe Marulloː Riposo nella fuga in Egitto, olio su tela, 120x81,5 cm e Testa di apostolo, olio su tela, 43x48 cm.